# Dawid Torosiewicz
Dawid Torosiewicz (ur. 1787, zm. 8 sierpnia 1849) – adwokat polski, prekursor zasad etyki adwokackiej w Polsce.

## Życiorys
Po uzyskaniu uprawnień adwokackich występował w sądach apelacyjnych. Niektóre z mów i pism publikował, m.in. Odpowiedź w sprawie Nikorowiczów i Odpowiedź Nikorowiczów na rekurs AP Popławskiej. Dzięki uzyskanym uprawnieniom mecenasa mógł występować w sprawach przed wszystkimi instancjami, włącznie z Sądem Najwyższej Instancji, Senatem i Radą Stanu.
Torosiewicz jest autorem jednej z pierwszych polskich książek o adwokaturze — Myśli o powołaniu obrońców sądowych (1822). Podkreślał w niej wagę zawodu adwokackiego, kładł nacisk na piękno wypowiedzi, ale także oczekiwał od adwokatów wyłącznie obrony prawdy. Pisał m.in.: "Piękność wszelako musi zawsze prawdzie ustąpić. (...) Obrońca (...) winien wobec zebranego sądu, wobec stawającej publiczności bez najmniejszej obrazy prawdę przedstawić (...) Publicznie śmiało niewinność bronić, prawość samą wspierać, zasady słuszności i prawa umieć wynajdywać, i to jasno i dokładnie przedstawić, przeciw przemocy i każdemu przywłaszczeniu śmiało nastawać." Adwokata, spełniającego powyższe oczekiwania, określał mianem artysty.
Myśli o powołaniu obrońców sądowych stały się jedną z podstaw opracowanych przeszło sto lat później zasad etyki adwokackiej (książkę wznowiono w 1917). Podobnie po wielu latach spełnienia doczekał się inny postulat Torosiewicza — zrzeszania się adwokatów w izbach obrończych.